# چطور می‌خوابی؟
«چطور می‌خوابی؟» (به انگلیسی: ?How Do You Sleep) ترانه‌ای از خواننده بریتانیایی سم اسمیت است که در ۱۹ ژوئیه ۲۰۱۹ توسط کپیتال رکوردز منتشر شد. اسمیت این ترانه را با Savan Kotecha، مکس مارتین و ایلیا سلمان‌زاده نوشت و ضبط کرد.